# Dreamtime
Dreamtime is een nummer van de Amerikaanse muzikant Daryl Hall uit 1986. Het is de eerste single van zijn tweede soloalbum Three Hearts in the Happy Ending Machine.
In 1986 lastten Hall & Oates een pauze in en vond Daryl Hall de tijd om te werken aan solomateriaal. "Dreamtime" kwam hieruit voort als zijn eerste solosingle. In dit nummer zingt Hall over een vrouw die denkt van haar problemen af te kunnen komen door weg te rennen met iemand anders. Het nummer werd het grootste succes voor Hall als soloartiest. Zo wist het de 5e positie te behalen in de Amerikaanse Billboard Hot 100. In de Nederlandse Top 40 bereikte het nummer een bescheiden 30e positie, en in de Vlaamse Radio 2 Top 30 kwam het tot de 19e positie.